# 아난시 아이들
《아난시 아이들》(영어: Anansi Boys)은 닐 게이먼의 2005년 장편소설이다. 서아프리카 토착신화의 인물 아난시의 후손인 아이들의 모험을 그린다. 2006년 로커스상을 수상하였다.